# 1. FC Lokomotive Leipzig (2003)
1. FC Lokomotive Leipzig (celým názvem: 1. Fußballclub Lokomotive Leipzig e. V.) je německý fotbalový klub, který sídlí v saském městě Leipzig. Organizace sídlí v lipské městské části Probstheida. Založen byl v roce 2003. Ve sportovní terminologii se jedná o tzv. Phoenix club. Od sezóny 2016/17 působí v Regionallize Nordost, čtvrté německé nejvyšší fotbalové soutěži. Klubové barvy jsou modrá a žlutá.
Své domácí zápasy odehrával na Bruno-Plache-Stadionu s kapacitou 6 800 diváků.

## Historie
Ke konci roku 2003 podal sportovní klub VfB Leipzig návrh na insolvenci, která souvisela s těžkou finanční situaci v níž klub v posledních letech byl. Několik příznivců krachujícího klubu založilo 10. prosince 2003 nové sportovní sdružení, které pojmenovali 1. FC Lokomotive Leipzig. Název dostalo podle předchozího názvu jejich oblíbeného klubu, pod kterým zažíval své největší úspěchy (především východoněmecká éra). Po zrušení VfB převzala nová Lokomotiva všechna mládežnická fotbalová družstva zaniklého klubu. V této době se uvažovalo o sloučení Lokomotivy s FC Sachsen Leipzig, který měl pod svým patronátem sportovní mládežnické centrum v Lipsku. Jednání o možném sloučení ovšem po pár týdnech rychle padla. Mezi navrhované názvy nového klubu patřily názvy VfB Sachsen Leipzig nebo 1. FC Union Leipzig.
V sezóně 2004/05 mohly mládežnické týmy s ženským družstvem nadále zůstat ve svých soutěžích po VfB Leipzig. Mužské družstvo ovšem muselo začít svoje působení v nejnižší okresní fotbalové soutěži v Lipsku – 3. Kreisklasse (tehdejší 11. ligová úroveň). Zmiňovanou soutěž Lokomotiva dokázala bez problému ovládnout, ale místo o soutěž výše postoupila rovnou do Bezirksklasse (7. ligová úroveň). Vše se stalo kvůli domluvené fúzi s SSV 52 Torgau, která si s Lokomotivou vyměnila ligové soutěže.

## Umístění v jednotlivých sezonách
Stručný přehled
Zdroj: 
- 2004–2005: 3. Kreisklasse Leipzig – sk. 1
- 2005–2006: Bezirksklasse Leipzig – sk. 2
- 2006–2007: Bezirksliga Leipzig
- 2007–2008: Sachsenliga
- 2008–2012: Fußball-Oberliga Nordost Süd
- 2012–2014: Fußball-Regionalliga Nordost
- 2014–2016: Fußball-Oberliga Nordost Süd
- 2016– : Fußball-Regionalliga Nordost

Jednotlivé ročníky
Zdroj: 
Legenda: Z – zápasy, V – výhry, R – remízy, P – porážky, VG – vstřelené góly, OG – obdržené góly, +/- – rozdíl skóre, B – body, zlaté podbarvení – 1. místo, stříbrné podbarvení – 2. místo, bronzové podbarvení – 3. místo, červené podbarvení – sestup, zelené podbarvení – postup, fialové podbarvení – reorganizace, změna skupiny či soutěže
| Německo (2004 – ) |                                |        |    |    |    |    |     |    |      |    |        |
| Sezóny            | Liga                           | Úroveň | Z  | V  | R  | P  | VG  | OG | +/-  | B  | Pozice |
| 2004/05           | 3. Kreisklasse Leipzig – sk. 1 | 11     | 26 | 26 | 0  | 0  | 316 | 13 | +303 | 78 | 1.     |
| 2005/06           | Bezirksklasse Leipzig – sk. 2  | 7      | 30 | 25 | 4  | 1  | 100 | 24 | +76  | 79 | 1.     |
| 2006/07           | Bezirksliga Leipzig            | 6      | 30 | 23 | 4  | 3  | 90  | 15 | +75  | 73 | 1.     |
| 2007/08           | Sachsenliga                    | 5      | 30 | 21 | 5  | 4  | 49  | 20 | +29  | 68 | 2.     |
| 2008/09           | Fußball-Oberliga Nordost Süd   | 5      | 30 | 16 | 8  | 6  | 56  | 38 | +18  | 56 | 3.     |
| 2009/10           | Fußball-Oberliga Nordost Süd   | 5      | 30 | 8  | 9  | 13 | 30  | 42 | -12  | 33 | 12.    |
| 2010/11           | Fußball-Oberliga Nordost Süd   | 5      | 30 | 9  | 12 | 9  | 42  | 43 | -1   | 39 | 8.     |
| 2011/12           | Fußball-Oberliga Nordost Süd   | 5      | 26 | 13 | 3  | 10 | 40  | 27 | +13  | 42 | 6.     |
| 2012/13           | Fußball-Regionalliga Nordost   | 4      | 30 | 9  | 9  | 12 | 35  | 39 | -4   | 36 | 10.    |
| 2013/14           | Fußball-Regionalliga Nordost   | 4      | 30 | 8  | 8  | 14 | 29  | 41 | -12  | 32 | 15.    |
| 2014/15           | Fußball-Oberliga Nordost Süd   | 5      | 30 | 16 | 8  | 6  | 38  | 21 | +17  | 56 | 4.     |
| 2015/16           | Fußball-Oberliga Nordost Süd   | 5      | 30 | 22 | 8  | 0  | 78  | 14 | +64  | 74 | 1.     |
| 2016/17           | Fußball-Regionalliga Nordost   | 4      | 34 | 13 | 8  | 13 | 53  | 49 | +4   | 47 | 10.    |
| 2017/18           | Fußball-Regionalliga Nordost   | 4      | 34 | 14 | 11 | 9  | 48  | 36 | +12  | 53 | 6.     |
| 2018/19           | Fußball-Regionalliga Nordost   | 4      | 34 | 14 | 8  | 12 | 51  | 41 | +10  | 50 | 6.     |
| 2019/20           | Fußball-Regionalliga Nordost   | 4      | 22 | 13 | 8  | 1  | 43  | 24 | +19  | 47 | 1.     |
| 2020/21           | Fußball-Regionalliga Nordost   | 4      | 12 | 5  | 4  | 3  | 20  | 17 | +3   | 19 | 6.     |
| 2021/22           | Fußball-Regionalliga Nordost   | 4      | 38 | 21 | 8  | 9  | 71  | 42 | +29  | 71 | 5.     |
| 2022/23           | Fußball-Regionalliga Nordost   | 4      | 34 | 18 | 6  | 10 | 60  | 42 | +18  | 60 | 4.     |
| 2023/24           | Fußball-Regionalliga Nordost   | 4      | 34 | 11 | 10 | 13 | 48  | 56 | -8   | 43 | 10.    |
| 2024/25           | Fußball-Regionalliga Nordost   | 4      | 34 | 23 | 7  | 4  | 65  | 24 | +41  | 76 | 1.     |

Poznámky
- 2004/05: Po sezóně proběhla výměna licencí s SSV Torgau 52. Lokomotive se tak v následující sezóně zúčastnila Bezirksklasse Leipzig, tehdejší sedmé nejvyšší fotbalové soutěži na území Německa.